# ガンクゥモン
ガンクゥモン（gankoomon）はバンダイのモンスター育成玩具「デジタルモンスター」シリーズに登場する架空の生命体・デジタルモンスターの一種であり、ロイヤルナイツに所属するデジモン。2013年1月17日に発売されたPSP用ソフト『デジモンアドベンチャー』で初登場。

## 種族としてのガンクゥモン
聖騎士型デジモンで「ロイヤルナイツ」を継承されたデジモン。デジタルワールドの最南西部に居住しているとされるが、自身の血統を引くハックモンやシスタモンたちを連れて旅をしており、同じ場所に留まり続けることは稀である。旅の道中で異変や混沌の兆候を潰して回っており、そういった背景からか他のロイヤルナイツとは違い、現地での活動が多いので気心知れたデジモンも数多い。
頑固な性格であり、一緒に旅をさせているハックモンには厳しい試練を与えているが、それは彼が早く一人前になって欲しいとする優しさの裏返しだという。身体から浮き出る金色の獣状のオーラは「ヒヌカムイ」といい、成熟期からの進化過程である。言葉を発することはないが、問答無用で戦闘では手を出す。そのパワーが覚醒すればもはやガンクゥモンに敵となる存在はなくなると言われている。
X抗体を取り込んだ形態では上半身が露出したような格好となり、さらに“ヒヌカムイ”とも同化し、その背中には「刓空者（がんくぅもん）」の文字と共にヒヌカムイが顕現している。身体から迸るオーラを完全解放すればそのオーラが翼のように変化してガンクゥモンの力を最大限に引き出す。履いている鉄ゲタは手に持つことで攻防一体の武器になる。

### 基本データ
- 世代/究極体
- タイプ/聖騎士型
- 属性/データ
- 必殺技/鉄拳制裁（てっけんせいさい）、地神！神鳴！神馳！親父！（じしん！かみなり！かじ！おやじ！）、究極戦技天仰拳（きゅうきょくせんぎてんぎょうけん）（X抗体）
- 得意技/ちゃぶ台返し、鉄ゲタ張り手（X抗体）
- 装備/ヒヌカムイ、クロンデジゾイド製のちゃぶ台
- 所属/ロイヤルナイツ

得意技
ちゃぶ台返し
地面をクロンデジゾイド製ちゃぶ台ごとひっくり返す技で、ちゃぶ台に乗った地面もクロンデジゾイド製の硬度となる。
鉄ゲタ張り手
鉄ゲタを手に持ち、重い一撃を食らわせる。
必殺技
鉄拳制裁
誰彼かまわず口答えをする者を思いっきり殴る。
地神！神鳴！神馳！親父！（じしん！かみなり！かじ！おやじ！）
怒声で天誅を下す。
究極戦技天仰拳（きゅうきょくせんぎてんぎょうけん）
X抗体で習得。最終奥義で右拳に全エネルギーを凝縮し、一切の防御を無視して粉砕する必中必殺のアッパーを放つ。

### 関連種・亜種・その他
- ハックモン

## 登場人物としてのガンクゥモン

### デジモンアドベンチャー（PSP用ソフト）
デジタルワールドの歪みを正すために、デジモンのアニメシリーズの歴代主人公である八神太一、本宮大輔、松田啓人、神原拓也、大門大、工藤タイキ、明石タギルを集結させる。

### デジモンストーリー サイバースルゥース
声優は稲田徹。人間のことは特に考えてない中立派。敵にも味方にもならず、ずっと上野にいる。ハックモンに不足しているものを理解しており、それを見極めさせるために主人公とともにバンチョーレオモンを倒すように命じる。ハックモンがジエスモンへと進化した後は、今度は自分がバンチョーレオモンとの戦いに挑んでいる。